# Pumpspeicherkraftwerk Matrei-Raneburg
Das Pumpspeicherkraftwerk Matrei-Raneburg ist ein von der TIWAG geplantes[veraltet] Wasserkraftwerk in Osttirol (Gemeinde Matrei in Osttirol), Österreich. Aufgrund der dafür notwendigen, starken Eingriffe in die Natur im Umfeld des Nationalparks Hohe Tauern und die Aufstauung des Tauernbaches hinter einem 90 Meter hohen Damm stößt das Projekt seit seiner Präsentation auf starke Ablehnung in Teilen der Bevölkerung und ist zu einem wichtigen Politikum des Bezirkes Lienz geworden.

## Geschichte
Mit der Veröffentlichung ihres Optionenberichtes am 9. Dezember 2004 stellte die TIWAG erstmals das Projekt Pumpspeicherkraftwerk Matrei-Raneburg einer breiteren Öffentlichkeit als Option 15 vor. Obwohl der Gemeinderat von Matrei bereits am 3. August 2005 das Kraftwerk Raneburg mehrheitlich (mit 9:8 Stimmen) abgelehnt hatte, leitete die Tiroler Landesregierung für dieses Projekt und drei weitere der insgesamt 16 vorgestellten Optionen am 15. August 2005 eine vertiefende Studie ein. Die Ablehnung durch den Gemeinderat war jedoch nur möglich gewesen, da die ÖVP-nahe Gemeinderatsfraktion Gemeinsam für Matrei nicht einheitlich stimmte. Während Bürgermeister und ÖVP-Bezirksobmann Andreas Köll sich stark für das Projekt einsetzte, stimmte die Opposition gemeinsam mit Vizebürgermeister Johann Steiner und einem weiteren Gemeinderat der Mehrheitsfraktion gegen das Bauvorhaben.
In der Folge wurde am 28. August 2005 die überparteiische Bürgerinitiative Lebensraum Matrei gegründet, an der sich neben mehreren Gemeinderäten auch der Landtagsabgeordnete Sepp Brugger (Grüne), Vizebürgermeister Steiner sowie die Obmänner der Ortsbauern, des Alpenvereins und des Wirtschaftsbundes beteiligen. Gemeinsam mit dem Netzwerk Wasser Osttirol begann die Organisation des Widerstandes. Während sich die Grünen des Bezirkes von Anfang an gegen das Projekt aussprachen und die Bezirksbauernschaft sowie die FPÖ sich der Ablehnung bald anschlossen, spaltete das Thema die SPÖ lange Zeit. Erst am 3. Oktober rang sich die Osttiroler SPÖ zu einem Nein zum Kraftwerksprojekt durch. Die SPÖ auf Landesebene, die sich in einer Koalition mit der ÖVP befindet, tritt hingegen weiter für einen Kraftwerksbau ein.
Mitte Februar 2006 hat die TIWAG ein leicht abgeändertes Projekt vorgestellt. Dieses sieht eine Verlegung des Dammes um 270 m taleinwärts und eine Verlegung des Ausgleichsbeckens an den Eingang des Virgentals vor. Zudem plant die TIWAG in dieser Variante auch die Beileitung des Frosnitzbaches ein. Durch diese Änderungen ist auch die Teilverlegung der Felbertauernstraße und der TAL-Pipeline nicht mehr notwendig. Die Ablehnungsfront der Bürgerinitiativen blieb jedoch bestehen. Bis Mitte April 2006 sammelte die Bürgerinitiative Lebensraum Matrei 4227 Unterschriften gegen das Kraftwerksprojekt und auch 15 der 16 betroffenen Grundbesitzer stimmten im April gegen Verhandlungen mit der TIWAG über einen Verkauf. Landesregierung und TIWAG haben im Herbst 2006 bekanntgegeben, mittel- bis langfristig Interesse an der Projektverwirklichung zu haben, allerdings soll der entsprechende Standort überarbeitet und mögliche Alternativen gefunden werden.

## Projekt
Der Optionenbericht sieht vor, den Tauernbach mit einem Einzugsgebiet von etwa 100 km² oberhalb der Fraktion Raneburg durch die Ausnutzung einer Talverflachung mit Hilfe eines etwa 90 Meter hohen Dammes aufzustauen. Der dadurch entstehende Jahresspeicher würde 20 Mio. m³ fassen und eine Nennleistung von 100 MW bzw. ein Arbeitsvermögen von 150 GWh/a (exkl. Pumpwälzung) garantieren. Eng in diesem Zusammenhang steht auch eine seit langem im Gespräch stehende Staustufe der Isel bei Matrei, die durch das Pumpspeicherkraftwerk ermöglicht bzw. aufgewertet würde.